# Gens Avidia
La gens Avidia fue una familia de la Antigua Roma durante los primeros siglos del Imperio. Muchos de sus miembros aumentaron su importancia durante finales del siglo I y el siglo segundo.

## Ramas y cognomina
Dos ramas de esta familia aparecieron hacia el final del primer siglo. Eran descendientes de dos hermanos, quienes llevaban los apellidos Quietus, significando «tranquilo» o «pacífico», y Nigrinus, un diminutivo de niger, significando «negruzco».